# Línia H6 de la Xarxa Ortogonal d'Autobusos de Barcelona
La línia H6 és una línia d'autobús de trànsit ràpid que pertany a la Xarxa Ortogonal d'autobusos urbans de Barcelona. Recorre Barcelona en horitzontal des de Fabra i Puig fins a la zona universitària. Va ser posada en marxa a l'octubre de 2012.
En direcció a Fabra i Puig, la línia surt de Zona Universitària pel lateral de l'avinguda Diagonal fins a la plaça Maria Cristina. Després segueix tota la ronda del Mig (Gran Via de Carles III, ronda General Mitre, plaça de Lesseps, travessera de Dalt i ronda Guinardó) fins a l'Hospital de Sant Pau, on pren l'avinguda Mare de Déu de Montserrat per acabar a l'avinguda Meridiana, a l'altura del passeig de Fabra i Puig. En direcció a Zona Universitària, va per Fabra i Puig i l'avinguda Borbó abans d'agafar de nou l'avinguda Mare de Déu de Montserrat. També, just abans de la Diagonal, hi ha una petita variant: passa pel passeig de Manuel Girona i el carrer Capità Arenas en lloc de circular per la Gran Via de Carles III.

## Àrees d'intercanvi
Els punts d'intercanvi amb què hi ha correspondència d'aquesta línia amb altres serveis de transport públic són els següents:
- Àrea d'intercanvi Maria Cristina
- Àrea d'intercanvi Prat de la Riba
- Àrea d'intercanvi Mitre-Balmes
- Àrea d'intercanvi Lesseps
- Àrea d'intercanvi Alfons X
- Àrea d'intercanvi Virrei Amat

## Horaris
| H6        | Primer servei         | Primer servei   | Darrer servei         | Darrer servei   |
| H6        | A: Zona Universitària | A: Fabra i Puig | A: Zona Universitària | A: Fabra i Puig |
| Feiners   | 06:10                 | 07:00           | 21:35                 | 22:20           |
| Dissabtes | 07:40                 | 08:20           | 21:30                 | 22:20           |
| Festius   | 08:40                 | 09:20           | 21:30                 | 22:20           |